# امباکه
امباکه (به لاتین: Mbacké) یک منطقهٔ مسکونی در سنگال است که در Mbacké Department واقع شده‌است. امباکه ۶۸٬۰۵۴ نفر جمعیت دارد و ۴۷ متر بالاتر از سطح دریا واقع شده‌است.